# 쓰보카와 히로유키
쓰보카와 히로유키(일본어: 坪川 潤之, 1997년 5월 15일~)는 일본의 축구 선수이다.

## 구단 경력
그는 2020년 J3리그의 AC 나가노 파르세이루에 입단했다. 2022년까지 179경기에 출전하여, 4득점을 넣었다. 2023년 카탈레 도야마로 이적했다.